# Parapseudoleptomesochra heruridensis
Parapseudoleptomesochra heruridensis är en kräftdjursart som först beskrevs av Günther Sterba 1973.  Parapseudoleptomesochra heruridensis ingår i släktet Parapseudoleptomesochra och familjen Ameiridae. Inga underarter finns listade i Catalogue of Life.